# Васильев, Владимир Валерьянович
Влади́мир Валерья́нович Васи́льев (1942—2005) — советский и российский хормейстер и музыкальный педагог. Народный артист Российской Федерации (1997).

## Биография
Родился 17 апреля 1942 года в Касимове (Рязанская область). Окончил Горьковское музыкальное училище (1960), ГГК имени М. И. Глинки, там же работал преподавателем кафедры хорового дирижирования (1965—1970). С 1959 года вёл практическую хормейстерскую работу с академическим хором Дворца культуры ГАЗа, в хоровой капелле при ГГАФ, во Дворце пионеров. С марта 1970 года до конца жизни — главный хормейстер Пермского АТОБ. Одновременно с работой в театре руководил самодеятельным хором «Спутник», академическим хором учителей Пермского областного дома работников просвещения. Вместе с оперной труппой и хором учителей неоднократно гастролировал за рубежом. В Перми также занимался педагогической деятельностью: профессор (до 1999 года доцент) кафедры сольного и хорового пения факультета музыки ПГПУ. В течение ряда лет являлся председателем Государственной аттестационной комиссии в ПГИИК, возглавлял жюри смотров и конкурсов самодеятельного искусства. Как музыкант, отличался отличным слухом, острым чувством ритма, памятью и интуицией, прекрасным владением фортепиано, чувством стиля исполняемых произведений.
Умер 10 февраля 2005 года. Похоронен в Перми на Северном кладбище.

## Творчество
- «Война и мир» С. С. Прокофьева
- «Хованщина» М. П. Мусоргского
- «Лоэнгрин» Р. Вагнера
- «Самсон и Далила» К. Сен-Санса
- «Пена дней» Э. В. Денисова
- «Пушкиниана»
- «Евгений Онегин» П. И. Чайковского
- «Иоланта» П. И. Чайковского
- «Опричник» П. И. Чайковского
- «Снегурочка» Н. А. Римского-Корсакова
- «Царская невеста» Н. А. Римского-Корсакова
- «Лакме» Л. Делиба
- «Летучий голландец» Р. Вагнера
- «Саломея» Р. Штрауса
- «Виринея» С. М. Слонимского
- «Три сестры Прозоровы» А. В. Чайковского (1-е исполнение)
- «Лолита» Р. К. Щедрина.

Под руководством В. В. Васильева были подготовлены к исполнению вокально-симфонические произведения «Иван Грозный» С. С. Прокофьева, «Патетическая оратория» Г. В. Свиридова, исполнены такие программы, как «Вечер русской хоровой музыки», «Вечер духовной музыки» (с исполнением произведений Д. С. Бортнянского, С. В. Рахманинова, И. Ф. Стравинского, П. Г. Чеснокова), «Духовная музыка в операх русских композиторов».

## Признание
- народный артист РФ (1997)
- заслуженный деятель искусств РСФСР (1988)
- Государственная премия РСФСР имени М. И. Глинки (1984) — за оперный спектакль «Война и мир» С. С. Прокофьева, поставленный на сцене Пермского АТОБ имени П. И. Чайковского
- Государственная премия РФ в области литературы и искусства (2000) — за цикл спектаклей Пермского государственного академического театра оперы и балета имени П. И. Чайковского «Оперная Пушкиниана»
- премия Пермской области в сфере культуры и искусства (1999)